# Potenciální produkt

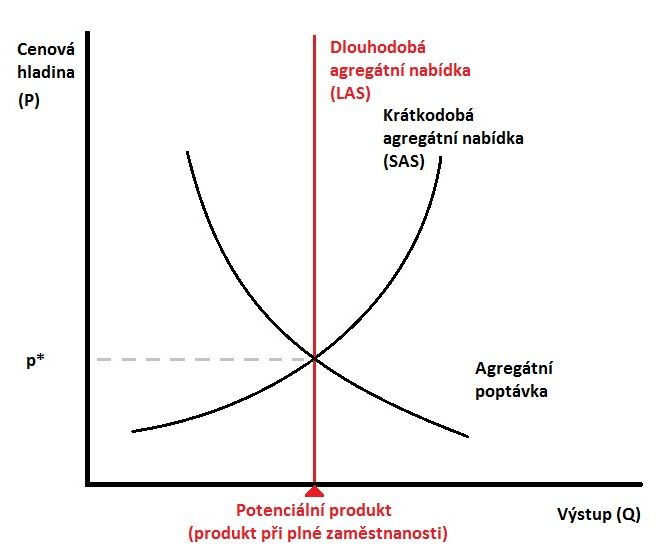
Potenciální produkt odpovídá dlouhodobé agregátní nabídce.

Potenciální produkt je nejvyšší udržitelný výkon ekonomiky za podmínek daného množství a kvality vstupů.
Odpovídá optimálnímu (plnému) využití disponibilních zdrojů. Jedná se tedy o produkt při plné míře zaměstnanosti (resp. přirozené míře nezaměstnanosti).
Potenciální produkt je za daných podmínek (množství a kvalita výrobních faktorů, úroveň použitelných technologií) udržitelný, ale dlouhodobě nepřekročitelný.
Od potenciálního produktu odlišujeme produkt skutečný, tedy produkt, kterého ekonomika skutečně dosáhla. Je vyjádřen oceněním tržní produkce.
V praxi se potenciální produkt od skutečného liší. Je-li skutečný HDP nižší než potenciální, znamená to, že by s existujícími zdroji mohla ekonomika vytvářet více zboží a služeb pro finální spotřebu. Naopak, je-li skutečný produkt vyšší než potenciální, jsou ekonomické zdroje přetěžovány a hrozí nebezpečí inflace.
Za ideální stav lze považovat situaci, kdy se skutečný a potenciální HDP shodují.
Potenciální produkt je však velmi obtížné věrohodně vyčíslit. V praxi se k jeho výpočtu používá Cobb-Douglasova produkční funkce.